# الإرهاب في أوغندا
يوجد الإرهاب في أوغندا بشكل رئيسي في الشمال حيثما يقوم جيش الرب الأوغندي، وهو جماعة دينية متشددة تسعى لإسقاط الحكومة، بمهاجمة القرى وتجنيد الأطفال قسرًا لصالح منظمتهم منذ عام 1988. كما قامت حركة الشباب بهجمات في البلاد ردًا على الدعم الأوغندي لبعثة الاتحاد الأفريقي للصومال (AMISOM).

## التسعينيات من القرن العشرين
منذ عام 1997، قامت الجبهة الديمقراطية المتحالفة، وهي منظمة إرهابية يقع مقرها في جمهورية الكونغو الديمقراطية، بإلقاء القنابل على سيارات الأجرة والمباني العامة. وقُتل أكثر من 50 شخصًا وأصيب أكثر من 160. وتم احتجاز المشتبه بهم في منازل آمنة. وانتقدت لجنة حقوق الإنسان في أوغندا وغيرها من المنظمات غير الحكومية الأخرى هذه العملية لأنه قيل أن المشتبه بهم تم احتجازهم لمدة تزيد عن الـ 48 ساعة القانونية قبل أن يتم اتهامهم بارتكاب جريمة وتعرضوا للتعذيب في مستودعات جوجل.

## تشريعات مكافحة الإرهاب

### قانون مكافحة الإرهاب لعام 2002
إن قانون مكافحة الإرهاب لعام 2002 يجعل جرائم «الإرهاب» والجرائم التي تدعمه أو تشجعه جرائم يعاقب عليها بـعقوبة الإعدام. وهو يعرف الإرهاب بأنه،

"استخدام العنف أو التهديد بقصد تشجيع أو تحقيق غايات دينية أو اقتصادية أو ثقافية أو اجتماعية بطريقة غير مشروعة، ويشمل استخدام، أو التهديد باستخدام، العنف للتسبب في إخافة الناس أو إرهابهم.”
يقول ليفينغستون سوانيانا، المدير التنفيذي لمؤسسة مبادرة حقوق الإنسان، أن هذا الفعل هو «في صراع مع المعايير الدولية، ولا سيما حرية التعبير والتجمع. وتوضح الدراسة الموضوعية لهذا الفعل من منظور حقوق الإنسان أنه ربما ينتهك حرية التعبير والاجتماع، بما في ذلك» حرية وسائل الإعلام«. ويمكن لوزير الشؤون الداخلية حل أي تنظيم تجد الحكومة أنه تنظيم إرهابي، ويمكن للحكومة بعد ذلك مصادرة أصوله إذا وافق مجلس الوزراء. وبالإضافة لذلك، يمكن للوزير أن يحدد الأفراد» الضباط المسؤولين«الذين لهم» الحق في اعتراض اتصالات أحد الأشخاص.”
عندما ناقشت الجمعية الوطنية القانون، قال وزير الشؤون الداخلية إيريا كاتيغايا أن الحكومة تحتاج إلى "هذه القوة للتحرك بسرعة وبشكل حاسم ضد الإرهابيين المشتبه بهم قبل أن يتسببوا في مزيد من الفوضى.”

### قانون الإرهاب لعام 2003
أجاب العقيد ليوبولد كياندا، رئيس قسم الاستخبارات العسكرية بالحكومة الأوغندية، والجنرال أروندا نياكايريما رئيس قوات الدفاع، عن أسئلة بخصوص السياسة الأوغندية للقضاء على الإرهاب في مؤتمر صحفي عقداه في فبراير 2007. واعترف العقيد كياندا أنه «في عملية محاولة اعتقال الإرهابيين أحيانًا تجد بعض الناس الأبرياء. وكما تعلمون جميعًا بشكل جيد أن الإرهابي لا يملك أي حدود، لذلك فالعمليات ضد أي إرهابي تكون معقدة. فالإرهابي لا يرتدي زيًا رسميًا ولا يضع حدودًا ولكنه يكون واحدًا من بين الجميع.» وقال الجنرال نياكايريما أن الحكومة لا تملك منازل آمنة لاحتجاز الإرهابيين المشتبه بهم.
قال كياندا أن الناس الأبرياء الذين يتم اعتقالهم بطريق الخطأ غالبًا ما يكونون أولئك الذين يتواجدون مع الإرهابيين في وقت القبض عليهم.
“ إن الإرهاب أكثر تعقيدًا من الجريمة العادية لأنك لن تحصل [تكون حصلت] على ما تريده في الـ 48 ساعة المنصوص عليها. لذلك يتم احتجاز بعض من هؤلاء الأفراد بشكل عابر، ونبدأ في الحصول على المزيد من المعلومات سواءٌ كانوا أبرياء أم لا ثم نقوم برفع الدعاوى القضائية. لذلك هذا هو ما أستطيع قوله عن الأبرياء الذين نعتقلهم [نقبض عليهم] بطريق الخطأ خلال العمليات الإرهابية.”

## مؤتمر مكافحة الإرهاب
اجتمع وزراء الدفاع أماما مبابازي من أوغندا وكيفوتا كيبوانا من كينيا وفيليمون سارونجى من تنزانيا مع مسؤولين عسكريين آخرين في كامبالا، بأوغندا من 21-23 نوفمبر 2003 في مؤتمر مكافحة الإرهاب الذي ترعاه الولايات المتحدة.
قال رئيس المخابرات العسكرية العقيد نوبل مايومبو للصحفيين في كمبالا أن الإرهاب هو «واحد من العناصر التي لها أهمية كبرى على جدول أعمال الاجتماع وكيف يمكن وضع موارد شرق أفريقيا في مكانها الصحيح لإيجاد الأمن. وسيقوم الاجتماع بتقييم استعداد الدول الثلاث لمواجهة التحديات وزيادة تبادل المعلومات بما في ذلك مسألة التدريب. أما بالنسبة لأوغندا... فإننا أيضًا لدينا أهداف يجب حمايتها» لأن بعض الدول القريبة من أوغندا هي دول «ترعى الإرهاب.»
وقد وقع ممثلو الحكومات اتفاقًا بشأن تعقب الإرهابيين المشتبه بهم في شرق أفريقيا.

## اتهام مواطني الولايات المتحدة بالإرهاب

### بيتر والدرون
اعتقلت الشرطة الأوغندية بيتر والدرون، وهو مبشر مسيحي، إلى جانب ستة آخرين من المشتبه بهم بتهمة «الإرهاب» في 20 فبراير 2006. وقالت الشرطة أنها عثرت على أسلحة الكلاشنكوف (إيه كيه-47) و180 رصاصة تحت سرير والدرون. وثلاثة من المشتبه بهم هم من جمهورية الكونغو الديمقراطية والثلاثة الآخرون من أوغندا. وقال القاضي مارغريت تيبوليا أن الأسلحة التي يمتلكها والدرون «جميعها دون رخصة سارية المفعول أو عذر مقبول» وقد تم اعتقاله مباشرة قبل الانتخابات الرئاسية، وكان المشتبه بهم قد خططوا لتأسيس حزب سياسي مسيحي.

### كريستوفر جون هاودي
اعتقلت الشرطة الأوغندية كريستوفر جون هاودي في مدينة جولو يوم 20 نوفبمر 2006، متهمة إياه بـ «الإرهاب» في 21 نوفمبر. وتقول الشرطة أن هاودي لديه ثلاث بنادق غير مرخصة. وتم سجن هاودي في سجن كامبالا حتى سمعت المحكمة العليا قضيته.

## التعاون مع ماليزيا
التقى قائد الشرطة الأوغندية اللواء كالي كايهورا، القنصل الفخري نوريحان حاجي عدنان، الأمين الدائم لوزارة الخارجية جيمس موجومي، وقائد الشرطة الماليزية تان سري موسى حسن في مقر شرطة بوكيت أمان بـكوالا لمبور، ماليزيا في 15 فبراير 2007. واتفقا على تقديم المعلومات بشأن مكافحة الإرهاب وتهريب المخدرات ومكافحة الشغب ومشاة البحرية. وقامت الشرطة الماليزية بتدريب قوات الشرطة الأوغندية لاجتماع رؤساء حكومات الكومنولث في نوفمبر 2007.